# Isabelle et les Voleurs
 (juillet 2025).
Si vous disposez d'ouvrages ou d'articles de référence ou si vous connaissez des sites web de qualité traitant du thème abordé ici, merci de compléter l'article en donnant les références utiles à sa vérifiabilité et en les liant à la section « Notes et références ».
Isabelle et les Voleurs est la troisième histoire de la série Isabelle de Will, Yvan Delporte et Raymond Macherot. Elle est publiée pour la première fois du no 1714 au no 1720 du journal Spirou.